# Il mulatto
Il mulatto è un film del 1949 diretto da Francesco De Robertis.
La pellicola venne girata nell'isola d'Ischia.
Il regista pugliese dovette attendere il 1949 per poter realizzare il suo secondo film significativo, dopo Fantasmi del mare.

## Trama
Un suonatore ambulante, durante l'occupazione alleata, commette un furto e finisce in prigione. Apprende che la moglie subisce una violenza e poi muore di parto e, quando esce dal carcere scopre che suo figlio è nero, ma con i capelli biondi. Lo vorrebbe ripudiare, ma si accosta a lui e, quando si ammala, prega per la sua salvezza. Un giorno si presenta il fratello del vero padre e il bimbo, impressionato dalle sue canzoni nere, sente il richiamo della razza e si stringe a lui.

## Produzione
Nel cast figura l'affermato attore di teatro Umberto Spadaro e il giovane Renato Baldini. La colonna sonora, per la terza volta, è affidata al compositore aretino Annibale Bizzelli, che firmò la musica di sette film del regista.
Il titolo della versione estera è: L'orphelin de Capri ou Le Mulâtre. La pellicola è stata in seguito restaurata.

## Riconoscimenti
Ad Ischia la terza edizione dell’Ischia Film Festival il 20 giugno 2005 si è aperta con la proiezione della pellicola restaurata de Il Mulatto. Va ricordato che il regista è stato il primo a girare nell'isola nel dopoguerra. In precedenza (tra il 1936 e 1937) avevano ambientato film ad Ischia solo Amleto Palermi con Il Corsaro Nero ed Enrico Guazzoni con Il Dottor Antonio.